# Palo Alto (Californië)
Palo Alto is een stad aan de zuidelijke punt van de Baai van San Francisco in Californië in de Verenigde Staten.
De stad is genoemd naar een 33 meter hoge boom, "El Palo Alto", die in een park bij de stad staat. Deze boom is een kustmammoetboom (Sequoia sempervirens) die officieel aangemerkt is als een historisch monument in Californië.
De stad ligt in het centrum van Silicon Valley en huisvest Stanford University. De hoofdkantoren van high-techbedrijven zoals Hewlett-Packard, Tesla Motors en Facebook zijn gevestigd in de stad. 
Bij de volkstelling van 2000 had Palo Alto 58.598 inwoners.

## Stedenbanden
- Albi (Frankrijk), sinds 1994
- Enschede (Nederland), sinds 1980
- Linköping (Zweden), sinds 1987
- Oaxaca (Mexico), sinds 1964
- Palo (Filipijnen), sinds 1963
- Tsuchiura (Japan), sinds 2009

## Bekende inwoners

### Geboren
- Ollie Johnston (1912-2008), animator
- Nancy Binns Reed (1924-2000), componiste, librettiste en kunstschilderes
- Doug Clifford (1945), drummer van Creedence Clearwater Revival
- Lindsey Buckingham (1949), gitarist, producer, zanger
- Markie Post (1950-2021), actrice en filmproducente
- Amy Irving (1953), actrice
- Clayton Rohner (1957), acteur
- Rick Rossovich (1957), acteur
- Andrew Fire (1959), bioloog en Nobelprijswinnaar (2006)
- Eric Cornell (1961), natuurkundige en Nobelprijswinnaar (2001)
- Pamela Melroy (1961), astronaute
- Teri Hatcher (1964), actrice
- Matt Biondi (1965), zwemmer
- Whitfield Crane (1968), frontman van Ugly Kid Joe
- Jamie Luner (1971), actrice
- Bree Turner (1977), actrice
- James Franco (1978), acteur
- Kristin Fraser (1980), Amerikaans/Azerbeidzjaans kunstschaatsster
- Dave Franco (1985), acteur
- Alessandra Torresani (1987), actrice
- Katie Hoff (1989), zwemster
- Hilary Knight (1989), ijshockeyster
- Irvin Yalom (1931), schrijver

### Overleden
- Bailey Willis (1857-1949), geoloog
- Ernest Lawrence (1901-1958), natuurkundige en Nobelprijswinnaar
- György Pólya (1887-1985), Hongaars wiskundige, natuurkundige en methodoloog
- Emerson Spencer (1906-1985), sprinter
- Erich Schatzki (1898-1991), Duits ingenieur en vliegtuigontwerper
- Arthur Schawlow (1921-1999), natuurkundige en Nobelprijswinnaar
- Henry Taube (1915-2005), scheikundige van Canadese afkomst
- Dan Kennis (1919-2006), producent van B-films
- Richard Rorty (1931-2007), filosoof
- Paul Watzlawick (1921-2007), Oostenrijks-Amerikaans psycholoog en filoloog
- Elinor Smith (1911-2010), Amerikaans pilote en luchtvaartpionier
- Steve Jobs (1955-2011), Medeoprichter en voormalig topman van Apple Inc.
- John McCarthy (1927-2011), informaticus
- Aleksej Abrikosov (1928-2017), natuurkundige en Nobelprijswinnaar